# Edizioni di Zelig
In questa voce sono elencate e descritte le edizioni e gli spin-off del programma Zelig, in onda su Italia 1 dal 1996 al 2003 e su Canale 5 dal 2003 al 2016, dal 2021 al 2023 e dal 2025.

## Zelig

### Puntata pilota (Zelig - 10 anni di cabaret, 1996)
- Presentatori: Giancarlo Bozzo e la Gialappa's Band
- Rete televisiva: Italia 1
- Luogo: Zelig, Milano
- Periodo: 29 ottobre 1996[1]
- Puntate: 1
- Giorno di messa in onda: martedì
- Collocazione: seconda serata

### Prima edizione (Zelig - Facciamo cabaret, 1997)
- Presentatori: Claudio Bisio e Antonella Elia
- Rete televisiva: Italia 1
- Luogo: Zelig, Milano
- Periodo: dal 5 maggio al 28 luglio 1997
- Puntate: 10 + 2 speciali
- Giorno di messa in onda: lunedì
- Collocazione: seconda serata

### Seconda edizione (Zelig - Facciamo cabaret, 1998)
- Presentatori: Simona Ventura
- Rete televisiva: Italia 1
- Luogo: Zelig, Milano
- Periodo: dal 27 aprile al 22 giugno 1998
- Giorno di messa in onda: lunedì
- Collocazione: seconda serata
- Puntate: 9

### Terza edizione (Zelig - Facciamo cabaret, 1999)
- Presentatori: Simona Ventura e Massimo Boldi
- Rete televisiva: Italia 1
- Luogo: Zelig, Milano
- Periodo: dall'11 maggio al 15 giugno 1999
- Puntate: 6
- Giorno di messa in onda: martedì
- Collocazione: prima serata
- Sigla: Zelig hasta la musica

### Quarta edizione (Zelig, 2000)
- Presentatori: Claudio Bisio con vari ospiti a rotazione: 
  - Simona Ventura (30 marzo 2000)
  - Alessia Merz (6 aprile 2000)
  - Samantha de Grenet (13 aprile 2000)
  - Kay Rush (20 aprile 2000)
  - Natasha Stefanenko (27 aprile 2000)
  - Ambra Angiolini (4 maggio 2000)
  - Elenoire Casalegno (11 maggio 2000)
  - Michelle Hunziker (18 maggio 2000)
  - Luisa Corna (25 maggio 2000)
  - Martina Colombari (1º giugno 2000)
  - Filippa Lagerbäck (8 giugno 2000)
- Rete televisiva: Italia 1
- Luogo: Zelig, Milano
- Periodo: dal 30 marzo all'8 giugno 2000
- Puntate: 11
- Giorno di messa in onda: giovedì
- Collocazione: seconda serata
- Sigla: Demasiado Corazón di Willy DeVille

### Quinta edizione (Zelig, 2000-2001)
- Presentatori: Claudio Bisio e Michelle Hunziker
- Rete televisiva: Italia 1
- Luogo: Zelig, Milano
- Periodo: dal 9 ottobre al 25 dicembre 2000 e dal 15 gennaio al 23 aprile 2001
- Puntate: 26
- Giorno di messa in onda: lunedì
- Collocazione: seconda serata
- Sigla: Demasiado Corazón di Willy DeVille

### Sesta edizione (Zelig, 2002)
- Presentatori: Claudio Bisio e Michelle Hunziker
- Rete televisiva: Italia 1
- Luogo: Zelig, Milano
- Periodo: dal 7 gennaio al 2 maggio 2002
- Puntate: 21 + 1 speciale Natale
- Giorno di messa in onda: lunedì
- Collocazione: seconda serata
- Sigla: Demasiado Corazón di Willy DeVille

### Settima edizione (Zelig Circus, 2003)
- Presentatori: Claudio Bisio e Michelle Hunziker
- Rete televisiva: Italia 1 e poi Canale 5
- Luogo: Tendone circense alle porte di Milano a Sesto San Giovanni
- Periodo: dal 21 gennaio al 19 marzo 2003 (su Italia 1) e dal 22 maggio al 5 giugno 2003 (su Canale 5)
- Puntate: 9 (su Italia 1) + 3 (su Canale 5)
- Giorno di messa in onda: martedì (dal 21 gennaio al 4 marzo 2003), mercoledì (il 12 e il 19 marzo 2003) e giovedì (dal 22 maggio al 5 giugno 2003)
- Collocazione: prima serata
- Sigla: Salirò di Daniele Silvestri

### Ottava edizione (Zelig Circus, 2004)
- Presentatori: Claudio Bisio e Vanessa Incontrada
- Rete televisiva: Canale 5
- Luogo: Tendone circense alle porte di Milano a Sesto San Giovanni
- Periodo: dal 20 febbraio al 14 maggio 2004
- Puntate 13 + 2 di Zelig Circus - Svisti e mai visti, una selezione dei pezzi più divertenti andati in onda in TV, intervallati da immagini inedite delle prove e del dietro le quinte "a porte chiuse"
- Giorno di messa in onda: venerdì
- Collocazione: prima serata
- Sigla: Fuori dal tunnel di Caparezza

### Nona edizione (Zelig Circus, 2005)
- Presentatori: Claudio Bisio e Vanessa Incontrada
- Rete televisiva: Canale 5
- Luogo: Tendone circense alle porte di Milano a Sesto San Giovanni
- Periodo: dal 4 febbraio al 29 aprile 2005
- Puntate: 11 + 3 di Zelig Circus - Svisti e mai visti
- Giorno di messa in onda: venerdì
- Collocazione: prima serata
- Sigla: Libe-libe-là di Cochi e Renato

#### Ascolti
| Puntata                           | Messa in onda    | Ascolti        | Ascolti |
| Puntata                           | Messa in onda    | Telespettatori | Share   |
| --------------------------------- | ---------------- | -------------- | ------- |
| 1                                 | 4 febbraio 2005  | 10 052 000     | 39,19%  |
| 2                                 | 11 febbraio 2005 | 9 416 000      | 35,05%  |
| 3                                 | 18 febbraio 2005 | 9 719 000      | 38,69%  |
| 4                                 | 25 febbraio 2005 | 9 275 000      | 37,04%  |
| 5                                 | 4 marzo 2005     | 6 453 000      | 23,28%  |
| 6                                 | 11 marzo 2005    | 8 821 000      | 37,15%  |
| 7                                 | 18 marzo 2005    | –              | –       |
| 8                                 | 25 marzo 2005    | 7 987 000      | 34,72%  |
| 9                                 | 15 aprile 2005   | 8 005 000      | 33,05%  |
| 10                                | 22 aprile 2005   | 7 866 000      | 33,00%  |
| 11                                | 29 aprile 2005   | 7 177 000      | 30,23%  |
| Media                             | Media            | 8 477 000      | 34,14%  |
| Zelig Circus - Svisti e mai visti | 6 maggio 2005    | 5 939 000      | 25,05%  |
| Zelig Circus - Svisti e mai visti | 13 maggio 2005   | 5 776 000      | 26,14%  |
| Zelig Circus - Svisti e mai visti | 20 maggio 2005   | –              | –       |
| Media                             | Media            | 5 857 000      | 25,60%  |

### Decima edizione (Zelig Circus, 2006)
- Presentatori: Claudio Bisio e Vanessa Incontrada
- Rete televisiva: Canale 5
- Luogo: Tendone circense alle porte di Milano a Sesto San Giovanni
- Periodo: dal 27 gennaio al 7 aprile 2006
- Puntate: 11 + 3 di Zelig Circus - Svisti e mai visti[2]
- Giorno di messa in onda: venerdì
- Collocazione: prima serata
- Sigla: Viva la vida di Roy Paci & Aretuska

#### Ascolti
| Puntata                           | Messa in onda    | Ascolti        | Ascolti | Ascolti     |
| Puntata                           | Messa in onda    | Telespettatori | Share   | Fonte       |
| --------------------------------- | ---------------- | -------------- | ------- | ----------- |
| 1                                 | 27 gennaio 2006  | 8 081 000      | 32,23%  | [ 3 ] [ 4 ] |
| 2                                 | 3 febbraio 2006  | 6 881 000      | 29,47%  | [ 4 ]       |
| 3                                 | 10 febbraio 2006 | 5 465 000      | 21,61%  | [ 4 ]       |
| 4                                 | 17 febbraio 2006 | 5 939 000      | 24,87%  | [ 4 ]       |
| 5                                 | 24 febbraio 2006 | 5 750 000      | 23,45%  | [ 4 ]       |
| 6                                 | 3 marzo 2006     | 6 296 000      | 25,99%  | [ 4 ]       |
| 7                                 | 10 marzo 2006    | 6 803 000      | 28,34%  | [ 4 ]       |
| 8                                 | 17 marzo 2006    | 6 151 000      | 26,23%  | [ 4 ]       |
| 9                                 | 24 marzo 2006    | 6 343 000      | 27,99%  | [ 4 ]       |
| 10                                | 31 marzo 2006    | 6 913 000      | 29,15%  | [ 4 ]       |
| 11                                | 7 aprile 2006    | 7 223 000      | 30,03%  | [ 4 ]       |
| Media                             | Media            | 6 531 000      | 27,21%  |             |
| Zelig Circus - Svisti e mai visti | 18 maggio 2006   | 5 104 000      | 24,25%  | –           |
| Zelig Circus - Svisti e mai visti | 25 maggio 2006   | –              | –       | –           |
| Zelig Circus - Svisti e mai visti | 1º giugno 2006   | 4 481 000      | 21,45%  | –           |
| Media                             | Media            | 4 792 000      | 22,85%  |             |

### Undicesima edizione (Zelig, 2007)
- Presentatori: Claudio Bisio e Vanessa Incontrada
- Rete televisiva: Canale 5
- Luogo: Teatro degli Arcimboldi
- Periodo: dal 28 settembre al 7 dicembre 2007
- Puntate: 11 + 2 di Zelig - Svisti e mai visti
- Giorno di messa in onda: venerdì
- Collocazione: prima serata
- Sigla: Toda joia toda beleza di Roy Paci & Aretuska

#### Ascolti
| Puntata                    | Messa in onda     | Ascolti        | Ascolti | Ascolti |
| Puntata                    | Messa in onda     | Telespettatori | Share   | Fonte   |
| -------------------------- | ----------------- | -------------- | ------- | ------- |
| 1                          | 28 settembre 2007 | 5 699 000      | 25,90%  | [ 5 ]   |
| 2                          | 5 ottobre 2007    | 5 752 000      | 25,99%  | [ 6 ]   |
| 3                          | 12 ottobre 2007   | 5 537 000      | 24,72%  | [ 7 ]   |
| 4                          | 19 ottobre 2007   | 5 543 000      | 24,25%  | [ 8 ]   |
| 5                          | 26 ottobre 2007   | 6 267 000      | 26,96%  | [ 9 ]   |
| 6                          | 2 novembre 2007   | 6 333 000      | 26,84%  | [ 10 ]  |
| 7                          | 9 novembre 2007   | 6 364 000      | 27,58%  | [ 11 ]  |
| 8                          | 16 novembre 2007  | 6 514 000      | 28,30%  | [ 12 ]  |
| 9                          | 23 novembre 2007  | 6 655 000      | 27,82%  | [ 13 ]  |
| 10                         | 30 novembre 2007  | 6 511 000      | 27,65%  | [ 14 ]  |
| 11                         | 7 dicembre 2007   | 6 382 000      | 30,38%  | [ 15 ]  |
| Media                      | Media             | 6 141 000      | 26,94%  |         |
| Zelig - Svisti e mai visti | 14 dicembre 2007  | 5 996 000      | 26,71%  | [ 16 ]  |

### Prima edizione speciale (ArciZelig, 2008)
- Presentatori: Claudio Bisio e Vanessa Incontrada
- Rete televisiva: Canale 5
- Luogo: Teatro degli Arcimboldi
- Periodo: 11 e 18 gennaio 2008
- Puntate: 2
- Giorno di messa in onda: venerdì
- Collocazione: prima serata
- Sigla: Demasiado Corazón di Willy DeVille

#### Ascolti
| Puntata | Messa in onda   | Ascolti        | Ascolti | Ascolti |
| Puntata | Messa in onda   | Telespettatori | Share   | Fonte   |
| ------- | --------------- | -------------- | ------- | ------- |
| 1       | 11 gennaio 2008 | 6 565 000      | 26,97%  | [ 17 ]  |
| 2       | 18 gennaio 2008 | 6 229 000      | 27,10%  | [ 18 ]  |
| Media   | Media           | 6 397 000      | 27,04%  |         |

### Dodicesima edizione (Zelig, 2008)
- Presentatori: Claudio Bisio e Vanessa Incontrada
- Rete televisiva: Canale 5
- Luogo: Teatro degli Arcimboldi
- Periodo: dal 29 settembre all'8 dicembre 2008
- Puntate: 11 + 3 di Zelig - Svisti e mai visti
- Giorno di messa in onda: lunedì
- Collocazione: prima serata
- Sigla: Demasiado Corazón di Willy DeVille
- Sigla finale: Defendemos la alegría di Roy Paci & Aretuska

#### Ascolti
| Puntata                    | Messa in onda     | Ascolti        | Ascolti | Ascolti |
| Puntata                    | Messa in onda     | Telespettatori | Share   | Fonte   |
| -------------------------- | ----------------- | -------------- | ------- | ------- |
| 1                          | 29 settembre 2008 | 6 089 000      | 25,19%  | [ 19 ]  |
| 2                          | 6 ottobre 2008    | 5 329 000      | 21,44%  | [ 20 ]  |
| 3                          | 13 ottobre 2008   | 5 931 000      | 24,27%  | [ 21 ]  |
| 4                          | 20 ottobre 2008   | 6 846 000      | 26,71%  | [ 22 ]  |
| 5                          | 27 ottobre 2008   | 5 898 000      | 23,51%  | [ 23 ]  |
| 6                          | 3 novembre 2008   | 5 067 000      | 18,76%  | [ 24 ]  |
| 7                          | 10 novembre 2008  | 5 462 000      | 21,87%  | [ 25 ]  |
| 8                          | 17 novembre 2008  | 6 273 000      | 21,36%  | [ 26 ]  |
| 9                          | 24 novembre 2008  | 6 926 000      | 22,96%  | [ 27 ]  |
| 10                         | 1º dicembre 2008  | 7 583 000      | 27,05%  | [ 28 ]  |
| 11                         | 8 dicembre 2008   | 8 579 000      | 32,59%  | [ 29 ]  |
| Media                      | Media             | 6 362 000      | 24,16%  |         |
| Zelig - Svisti e mai visti | 20 dicembre 2008  | 4 612 000      | 22,77%  | [ 30 ]  |
| Zelig - Svisti e mai visti | 27 dicembre 2008  | 5 227 000      | 23,74%  | [ 31 ]  |
| Zelig - Svisti e mai visti | 3 gennaio 2009    | 5 597 000      | 25,91%  | [ 32 ]  |
| Media                      | Media             | 5 145 000      | 24,14%  |         |

### Seconda edizione speciale (ArciZelig, 2009)
- Presentatori: Claudio Bisio e Vanessa Incontrada
- Rete televisiva: Canale 5
- Luogo: Teatro degli Arcimboldi
- Periodo: dal 9 al 30 gennaio 2009
- Puntate: 4
- Giorno di messa in onda: venerdì
- Collocazione: prima serata
- Sigla: Demasiado Corazón di Willy DeVille

#### Ascolti
| Puntata | Messa in onda   | Ascolti        | Ascolti | Ascolti |
| Puntata | Messa in onda   | Telespettatori | Share   | Fonte   |
| ------- | --------------- | -------------- | ------- | ------- |
| 1       | 9 gennaio 2009  | 6 927 000      | 25,88%  | [ 33 ]  |
| 2       | 16 gennaio 2009 | 7 231 000      | 27,33%  | [ 34 ]  |
| 3       | 23 gennaio 2009 | 7 565 000      | 27,58%  | [ 35 ]  |
| 4       | 30 gennaio 2009 | 7 448 000      | 27,93%  | [ 36 ]  |
| Media   | Media           | 7 292 000      | 27,18%  |         |

### Edizione estiva (ZigZelig, 2009)
- Presentatori: Claudio Bisio con Michelle Hunziker (per gli spezzoni del 2003) e con Vanessa Incontrada (per gli spezzoni dal 2004 al 2008)
- Rete televisiva: Canale 5
- Luogo: Tendone circense alle porte di Milano a Sesto San Giovanni (per gli spezzoni dal 2003 al 2006) e Teatro degli Arcimboldi (per gli spezzoni del 2007 e 2008)
- Periodo: dall'11 giugno al 23 luglio 2009
- Puntate: 6
- Giorno di messa in onda: giovedì
- Collocazione: prima serata
- Sigla: Demasiado Corazón di Willy DeVille

#### Ascolti
| Puntata | Messa in onda  | Ascolti        | Ascolti | Ascolti |
| Puntata | Messa in onda  | Telespettatori | Share   | Fonte   |
| ------- | -------------- | -------------- | ------- | ------- |
| 1       | 11 giugno 2009 | 4 334 000      | 20,82%  | [ 37 ]  |
| 2       | 25 giugno 2009 | 4 150 000      | 19,31%  | [ 38 ]  |
| 3       | 2 luglio 2009  | 3 737 000      | 18,99%  | [ 39 ]  |
| 4       | 9 luglio 2009  | 3 779 000      | 20,40%  | [ 40 ]  |
| 5       | 16 luglio 2009 | 3 794 000      | 22,80%  | [ 41 ]  |
| 6       | 23 luglio 2009 | 3 240 000      | 19,49%  | [ 42 ]  |
| Media   | Media          | 3 839 000      | 20,30%  |         |

### Tredicesima edizione (Zelig, 2010)
- Presentatori: Claudio Bisio e Vanessa Incontrada
- Rete televisiva: Canale 5
- Luogo: Teatro degli Arcimboldi
- Periodo: dal 19 gennaio al 30 marzo 2010
- Puntate: 10 + 2 di Zelig - Svisti e mai visti
- Giorno di messa in onda: martedì
- Collocazione: prima serata
- Sigla: Demasiado Corazón di Willy DeVille

#### Ascolti
| Puntata                    | Messa in onda    | Ascolti        | Ascolti | Ascolti |
| Puntata                    | Messa in onda    | Telespettatori | Share   | Fonte   |
| -------------------------- | ---------------- | -------------- | ------- | ------- |
| 1                          | 19 gennaio 2010  | 6 496 000      | 27,61%  | [ 43 ]  |
| 2                          | 26 gennaio 2010  | 5 911 000      | 24,03%  | [ 44 ]  |
| 3                          | 2 febbraio 2010  | 6 300 000      | 25,18%  | [ 45 ]  |
| 4                          | 9 febbraio 2010  | 5 901 000      | 23,58%  | [ 46 ]  |
| 5                          | 23 febbraio 2010 | 5 739 000      | 21,62%  | [ 47 ]  |
| 6                          | 2 marzo 2010     | 6 436 000      | 25,64%  | [ 48 ]  |
| 7                          | 9 marzo 2010     | 5 785 000      | 22,32%  | [ 49 ]  |
| 8                          | 16 marzo 2010    | 5 672 000      | 21,73%  | [ 50 ]  |
| 9                          | 23 marzo 2010    | 6 601 000      | 26,64%  | [ 51 ]  |
| 10                         | 30 marzo 2010    | 5 712 000      | 23,55%  | [ 52 ]  |
| Media                      | Media            | 6 055 000      | 24,19%  |         |
| Zelig - Svisti e mai visti | 18 maggio 2010   | 3 737 000      | 15,01%  | [ 53 ]  |
| Zelig - Svisti e mai visti | 25 maggio 2010   | 3 535 000      | 15,17%  | [ 54 ]  |
| Media                      | Media            | 3 636 000      | 15,09%  |         |

### Quattordicesima edizione (Zelig, 2011)
- Presentatori: Claudio Bisio e Paola Cortellesi
- Rete televisiva: Canale 5
- Luogo: Teatro degli Arcimboldi
- Periodo: dal 14 gennaio al 1º aprile 2011
- Puntate: 12 + 4 di Zelig - Svisti e mai visti
- Giorno di messa in onda: venerdì
- Collocazione: prima serata
- Sigla: Demasiado Corazón di Willy DeVille

#### Ascolti
| Puntata                    | Messa in onda    | Ascolti        | Ascolti | Ascolti |
| Puntata                    | Messa in onda    | Telespettatori | Share   | Fonte   |
| -------------------------- | ---------------- | -------------- | ------- | ------- |
| 1                          | 14 gennaio 2011  | 6 567 000      | 26,70%  | [ 55 ]  |
| 2                          | 21 gennaio 2011  | 6 592 000      | 26,73%  | [ 56 ]  |
| 3                          | 28 gennaio 2011  | 6 551 000      | 25,50%  | [ 57 ]  |
| 4                          | 4 febbraio 2011  | 6 001 000      | 23,38%  | [ 58 ]  |
| 5                          | 11 febbraio 2011 | 5 723 000      | 22,73%  | [ 59 ]  |
| 6                          | 18 febbraio 2011 | 3 616 000      | 13,45%  | [ 60 ]  |
| 7                          | 25 febbraio 2011 | 5 946 000      | 23,70%  | [ 61 ]  |
| 8                          | 4 marzo 2011     | 5 351 000      | 20,84%  | [ 62 ]  |
| 9                          | 11 marzo 2011    | 5 450 000      | 21,53%  | [ 63 ]  |
| 10                         | 18 marzo 2011    | 5 833 000      | 23,63%  | [ 64 ]  |
| 11                         | 25 marzo 2011    | 5 145 000      | 20,04%  | [ 65 ]  |
| 12                         | 1º aprile 2011   | 6 271 000      | 24,59%  | [ 66 ]  |
| Media                      | Media            | 5 753 000      | 22,74%  |         |
| Zelig - Svisti e mai visti | 12 maggio 2011   | 3 689 000      | 14,85%  | [ 67 ]  |
| Zelig - Svisti e mai visti | 19 maggio 2011   | 3 373 000      | 13,30%  | [ 68 ]  |
| Zelig - Svisti e mai visti | 26 maggio 2011   | 3 121 000      | 12,61%  | [ 69 ]  |
| Zelig - Svisti e mai visti | 2 giugno 2011    | 3 020 000      | 12,52%  | [ 70 ]  |
| Media                      | Media            | 3 300 000      | 13,32%  |         |

### Quindicesima edizione (Zelig, 2012)
- Presentatori: Claudio Bisio e Paola Cortellesi
- Rete televisiva: Canale 5
- Luogo: Teatro degli Arcimboldi
- Periodo: dal 13 gennaio al 4 maggio 2012
- Puntate: 15
- Giorno di messa in onda: venerdì
- Collocazione: prima serata
- Sigla: Demasiado Corazón di Willy DeVille

#### Ascolti
| Puntata | Messa in onda    | Ascolti        | Ascolti | Ascolti |
| Puntata | Messa in onda    | Telespettatori | Share   | Fonte   |
| ------- | ---------------- | -------------- | ------- | ------- |
| 1       | 13 gennaio 2012  | 5 561 000      | 21,50%  | [ 71 ]  |
| 2       | 20 gennaio 2012  | 5 432 000      | 21,67%  | [ 72 ]  |
| 3       | 27 gennaio 2012  | 5 467 000      | 21,55%  | [ 73 ]  |
| 4       | 3 febbraio 2012  | 5 866 000      | 22,45%  | [ 74 ]  |
| 5       | 10 febbraio 2012 | 6 249 000      | 23,10%  | [ 75 ]  |
| 6       | 24 febbraio 2012 | 5 051 000      | 19,57%  | [ 76 ]  |
| 7       | 2 marzo 2012     | 4 994 000      | 20,36%  | [ 77 ]  |
| 8       | 9 marzo 2012     | 4 313 000      | 17,29%  | [ 78 ]  |
| 9       | 16 marzo 2012    | 4 549 000      | 19,25%  | [ 79 ]  |
| 10      | 23 marzo 2012    | 4 391 000      | 18,63%  | [ 80 ]  |
| 11      | 30 marzo 2012    | 4 397 000      | 18,48%  | [ 81 ]  |
| 12      | 13 aprile 2012   | 4 734 000      | 18,93%  | [ 82 ]  |
| 13      | 20 aprile 2012   | 4 386 000      | 17,87%  | [ 83 ]  |
| 14      | 27 aprile 2012   | 3 990 000      | 16,97%  | [ 84 ]  |
| 15      | 4 maggio 2012    | 4 593 000      | 19,37%  | [ 85 ]  |
| Media   | Media            | 4 931 000      | 19,80%  |         |

### Sedicesima edizione (Zelig Circus, 2013)
- Presentatori: Mago Forest e Teresa Mannino
- Rete televisiva: Canale 5
- Luogo: Pala3, Milano
- Periodo: al 14 gennaio al 1º aprile 2013
- Puntate: 10
- Giorno di messa in onda: lunedì
- Collocazione: prima serata
- Sigla: Demasiado Corazón di Willy DeVille

#### Ascolti
| Puntata | Messa in onda    | Ascolti        | Ascolti | Ascolti |
| Puntata | Messa in onda    | Telespettatori | Share   | Fonte   |
| ------- | ---------------- | -------------- | ------- | ------- |
| 1       | 14 gennaio 2013  | 4 727 000      | 17,06%  | [ 86 ]  |
| 2       | 21 gennaio 2013  | 4 234 000      | 15,24%  | [ 87 ]  |
| 3       | 28 gennaio 2013  | 4 448 000      | 15,87%  | [ 88 ]  |
| 4       | 4 febbraio 2013  | 4 281 000      | 15,91%  | [ 89 ]  |
| 5       | 18 febbraio 2013 | 3 365 000      | 13,02%  | [ 90 ]  |
| 6       | 4 marzo 2013     | 3 668 000      | 13,56%  | [ 91 ]  |
| 7       | 11 marzo 2013    | 3 885 000      | 14,78%  | [ 92 ]  |
| 8       | 18 marzo 2013    | 4 076 000      | 15,03%  | [ 93 ]  |
| 9       | 25 marzo 2013    | 3 738 000      | 14,67%  | [ 94 ]  |
| 10      | 1º aprile 2013   | 3 683 000      | 14,74%  | [ 95 ]  |
| Media   | Media            | 4 010 000      | 15,00%  |         |

### Diciassettesima edizione (Zelig, 2014)
- Presentatori: Vari conduttori a rotazione[96]
  - Michelle Hunziker e Rocco Papaleo (9 ottobre 2014)
  - Mago Forest, Gialappa's Band e Bianca Balti (16 ottobre 2014)
  - Enrico Brignano e Claudia Gerini (23 ottobre 2014)
  - Geppi Cucciari e Gianni Morandi (30 ottobre 2014)
  - Ale e Franz e Ambra Angiolini (7 novembre 2014)
  - Ficarra e Picone e Ilary Blasi (13 novembre 2014)
  - Teresa Mannino e Gerry Scotti (20 novembre 2014)
  - Michelle Hunziker e Mago Forest (27 novembre 2014)
  - Giovanni Vernia e Cristiana Capotondi (4 dicembre 2014)
  - Raul Cremona e Alessia Marcuzzi (11 dicembre 2014)
- Rete televisiva: Canale 5[97]
- Luogo: Linear4 Ciak, Milano
- Periodo: dal 9 ottobre[98] all'11 dicembre 2014
- Puntate: 10
- Giorno di messa in onda: giovedì (quinta puntata venerdì 7 novembre 2014)
- Collocazione: prima serata
- Sigla: Demasiado Corazón di Willy DeVille

#### Ascolti
| Puntata | Messa in onda    | Ascolti        | Ascolti | Ascolti |
| Puntata | Messa in onda    | Telespettatori | Share   | Fonte   |
| ------- | ---------------- | -------------- | ------- | ------- |
| 1       | 9 ottobre 2014   | 3 492 000      | 14,19%  | [ 99 ]  |
| 2       | 16 ottobre 2014  | 3 084 000      | 12,65%  | [ 100 ] |
| 3       | 23 ottobre 2014  | 3 382 000      | 13,70%  | [ 101 ] |
| 4       | 30 ottobre 2014  | 3 757 000      | 15,77%  | [ 102 ] |
| 5       | 7 novembre 2014  | 3 065 000      | 12,23%  | [ 103 ] |
| 6       | 13 novembre 2014 | 3 890 000      | 15,92%  | [ 104 ] |
| 7       | 20 novembre 2014 | 3 505 000      | 14,86%  | [ 105 ] |
| 8       | 27 novembre 2014 | 3 700 000      | 14,87%  | [ 106 ] |
| 9       | 4 dicembre 2014  | 3 611 000      | 15,23%  | [ 107 ] |
| 10      | 11 dicembre 2014 | 3 806 000      | 16,04%  | [ 108 ] |
| Media   | Media            | 3 529 000      | 14,55%  |         |

### Diciottesima edizione (Zelig Event, 2016)
- Presentatori: Michelle Hunziker e Christian De Sica
- Rete televisiva: Canale 5
- Luogo: Zelig Arena, Milano[109]
- Periodo: dal 1º al 22 dicembre 2016
- Puntate: 4
- Giorno di messa in onda: giovedì (seconda puntata venerdì 9 dicembre 2016)
- Collocazione: prima serata
- Sigla: Demasiado Corazón di Willy DeVille

#### Ascolti
| Puntata | Messa in onda    | Ascolti        | Ascolti | Ascolti |
| Puntata | Messa in onda    | Telespettatori | Share   | Fonte   |
| ------- | ---------------- | -------------- | ------- | ------- |
| 1       | 1º dicembre 2016 | 3 671 000      | 16,80%  | [ 110 ] |
| 2       | 9 dicembre 2016  | 3 094 000      | 14,90%  | [ 111 ] |
| 3       | 15 dicembre 2016 | 3 056 000      | 14,10%  | [ 112 ] |
| 4       | 22 dicembre 2016 | 2 641 000      | 12,30%  | [ 113 ] |
| Media   | Media            | 3 115 000      | 14,52%  |         |

### Diciannovesima edizione (Zelig, 2021)
- Presentatori: Claudio Bisio e Vanessa Incontrada[114]
- Rete televisiva: Canale 5
- Luogo: Teatro degli Arcimboldi, Milano
- Periodo: dal 18 novembre[115] al 9 dicembre 2021[116]
- Puntate: 4
- Giorno di messa in onda: giovedì
- Collocazione: prima serata
- Sigla: Demasiado Corazón di Willy DeVille
- Regia: Marco Beltrami

#### Ascolti
| Puntata | Messa in onda    | Ascolti        | Ascolti | Ascolti |
| Puntata | Messa in onda    | Telespettatori | Share   | Fonte   |
| ------- | ---------------- | -------------- | ------- | ------- |
| 1       | 18 novembre 2021 | 4 052 000      | 22,25%  | [ 117 ] |
| 2       | 25 novembre 2021 | 3 872 000      | 21,49%  | [ 118 ] |
| 3       | 2 dicembre 2021  | 3 415 000      | 19,51%  | [ 119 ] |
| 4       | 9 dicembre 2021  | 3 172 000      | 17,92%  | [ 120 ] |
| Media   | Media            | 3 628 000      | 20,29%  |         |

### Ventesima edizione (Zelig, 2022)
- Presentatori: Claudio Bisio e Vanessa Incontrada[121]
- Rete televisiva: Canale 5[122]
- Luogo: Teatro degli Arcimboldi, Milano
- Periodo: dal 9[123] al 23 novembre 2022[124]
- Puntate: 3 + 1 di Zelig - Svisti e mai visti[125]
- Giorno di messa in onda: mercoledì (seconda puntata giovedì 17 novembre 2022)
- Collocazione: prima serata
- Sigla: Demasiado Corazón di Willy DeVille
- Regia: Marco Beltrami

#### Ascolti
| Puntata                    | Messa in onda    | Ascolti        | Ascolti | Ascolti |
| Puntata                    | Messa in onda    | Telespettatori | Share   | Fonte   |
| -------------------------- | ---------------- | -------------- | ------- | ------- |
| 1                          | 9 novembre 2022  | 2 656 000      | 20,56%  | [ 126 ] |
| 2                          | 17 novembre 2022 | 2 627 000      | 19,82%  | [ 127 ] |
| 3                          | 23 novembre 2022 | 2 669 000      | 19,26%  | [ 128 ] |
| Media                      | Media            | 2 651 000      | 19,88%  |         |
| Zelig - Svisti e mai visti | 30 novembre 2022 | 2 361 000      | 16,60%  | [ 129 ] |

### Ventunesima edizione (Zelig, 2023)
- Presentatori: Claudio Bisio e Vanessa Incontrada[130]
- Rete televisiva: Canale 5[131]
- Luogo: Teatro degli Arcimboldi, Milano
- Periodo: dal 23 novembre[132] al 7 dicembre 2023
- Puntate: 3 + 1 di Zelig - Il meglio di...[133]
- Giorno di messa in onda: giovedì
- Collocazione: prima serata
- Sigla: Demasiado Corazón di Willy DeVille
- Regia: Marco Beltrami

#### Ascolti
| Puntata                 | Messa in onda    | Ascolti        | Ascolti | Ascolti |
| Puntata                 | Messa in onda    | Telespettatori | Share   | Fonte   |
| ----------------------- | ---------------- | -------------- | ------- | ------- |
| 1                       | 23 novembre 2023 | 2 865 000      | 18,22%  | [ 134 ] |
| 2                       | 30 novembre 2023 | 2 297 000      | 14,94%  | [ 135 ] |
| 3                       | 7 dicembre 2023  | 2 560 000      | 17,35%  | [ 136 ] |
| Media                   | Media            | 2 574 000      | 16,84%  |         |
| Zelig - Il meglio di... | 14 dicembre 2023 | 1 863 000      | 12,67%  | [ 137 ] |

### Ventiduesima edizione (Zelig, 2025)
- Presentatori: Claudio Bisio e Vanessa Incontrada[138]
- Rete televisiva: Canale 5[139]
- Luogo: Teatro degli Arcimboldi, Milano[140]
- Periodo: dal 15[141] al 29 gennaio 2025
- Puntate: 3 + 1 di Zelig - Il meglio di...
- Giorno di messa in onda: mercoledì
- Collocazione: prima serata
- Sigla: Demasiado Corazón di Willy DeVille
- Regia: Marco Beltrami

#### Ascolti
| Puntata                 | Messa in onda   | Ascolti        | Ascolti | Ascolti | Ospiti      |
| Puntata                 | Messa in onda   | Telespettatori | Share   | Fonte   | Ospiti      |
| ----------------------- | --------------- | -------------- | ------- | ------- | ----------- |
| 1                       | 15 gennaio 2025 | 2 920 000      | 19,32%  | [ 142 ] | Lazza       |
| 2                       | 22 gennaio 2025 | 2 465 000      | 16,05%  | [ 143 ] | Anna Danesi |
| 3                       | 29 gennaio 2025 | 1 995 000      | 13,50%  | [ 144 ] | Il Volo     |
| Media                   | Media           | 2 460 000      | 16,29%  |         |             |
| Zelig - Il meglio di... | 7 febbraio 2025 | 1 458 000      | 10,19%  | [ 145 ] | –           |

## Spin-off

### Prima edizione (Zelig Off, 2003)
- Presentatori: Claudio Bisio e Michelle Hunziker
- Rete televisiva: Italia 1
- Luogo: Zelig, Milano
- Periodo: dal 7 aprile al 26 maggio 2003
- Puntate: 8
- Giorno di messa in onda: lunedì
- Collocazione: seconda serata
- Sigla: Demasiado Corazón di Willy DeVille

### Seconda edizione (Zelig Off, 2004)
- Presentatori: Claudio Bisio e Giorgia Surina (dalla seconda puntata al posto di Claudio Bisio si alternano diversi comici di Zelig)
- Rete televisiva: Canale 5
- Luogo: Zelig, Milano
- Periodo: dal 5 ottobre al 7 dicembre 2004
- Puntate: 10
- Giorno di messa in onda: martedì
- Collocazione: seconda serata
- Sigla: Let's Get It Started dei Black Eyed Peas

### Terza edizione (Zelig Off, 2005)
- Presentatori: Giorgia Surina e Raul Cremona
- Rete televisiva: Canale 5
- Luogo: Zelig, Milano
- Periodo: dal 27 settembre al 20 dicembre 2005
- Puntate: 13
- Giorno di messa in onda: martedì
- Collocazione: seconda serata
- Sigla: Let's Get It Started dei Black Eyed Peas

### Quarta edizione (Zelig Off, 2007)
- Presentatori: Teresa Mannino e Federico Basso
- Rete televisiva: Canale 5
- Luogo: Zelig, Milano
- Periodo: dal 23 gennaio al 10 aprile 2007
- Puntate: 12
- Giorno di messa in onda: martedì
- Collocazione: seconda serata
- Sigla: Fela Kuti Ayã di RoyPaci & Aretuska

### Quinta edizione (Zelig Off, 2008)
- Presentatori: Teresa Mannino e Federico Basso
- Rete televisiva: Canale 5
- Luogo: Zelig, Milano
- Periodo: dal 29 aprile al 24 giugno 2008
- Puntate: 9
- Giorno di messa in onda: martedì
- Collocazione: seconda serata
- Sigla: Mercy di Duffy

### Sesta edizione (Zelig Off, 2009)
- Presentatori: Teresa Mannino e Federico Basso
- Rete televisiva: Canale 5
- Luogo: Zelig, Milano
- Periodo: dal 31 maggio al 9 agosto 2009
- Puntate: 10
- Giorno di messa in onda: domenica
- Collocazione: seconda serata
- Sigla: Mercy di Duffy

### Settima edizione (Zelig Off, 2009-2010)
- Presentatori: Teresa Mannino e Federico Basso
- Rete televisiva: Canale 5
- Luogo: Zelig, Milano
- Periodo: dal 13 dicembre 2009[146] al 7 gennaio 2010
- Puntate: 10
- Giorno di messa in onda: domenica, mercoledì e giovedì (solo le puntate del 24 e del 31 dicembre 2009)
- Collocazione: seconda serata
- Sigla: I Gotta Feeling dei Black Eyed Peas

#### Ascolti
| Puntata | Messa in onda    | Ascolti        | Ascolti | Ascolti |
| Puntata | Messa in onda    | Telespettatori | Share   | Fonte   |
| ------- | ---------------- | -------------- | ------- | ------- |
| 1       | 13 dicembre 2009 | –              | 14,80%  | [ 147 ] |
| 2       | 16 dicembre 2009 | –              | 13,49%  | [ 148 ] |
| 3       | 20 dicembre 2009 | –              | 16,48%  | [ 149 ] |
| 4       | 23 dicembre 2009 | –              | –       | –       |
| 5       | 24 dicembre 2009 | 1 843 000      | –       | [ 150 ] |
| 6       | 27 dicembre 2009 | –              | 17,23%  | [ 151 ] |
| 7       | 30 dicembre 2009 | 1 647 000      | –       | [ 152 ] |
| 8       | 31 dicembre 2009 | 1 435 000      | 9,34%   | [ 153 ] |
| 9       | 3 gennaio 2010   | –              | –       | –       |
| 10      | 7 gennaio 2010   | 1 434 000      | 11,99%  | [ 154 ] |
| Media   | Media            | 1 589 000      | 13,89%  |         |

### Ottava edizione (Zelig Off, 2010)
- Presentatori: Teresa Mannino e Federico Basso
- Rete televisiva: Italia 1
- Luogo: Zelig, Milano
- Periodo: dal 22 settembre al 24 novembre 2010
- Puntate: 10
- Giorno di messa in onda: mercoledì
- Collocazione: seconda serata
- Sigla: Vecchia scuola di J-Ax

#### Ascolti
| Puntata | Messa in onda     | Ascolti        | Ascolti | Ascolti |
| Puntata | Messa in onda     | Telespettatori | Share   | Fonte   |
| ------- | ----------------- | -------------- | ------- | ------- |
| 1       | 22 settembre 2010 | 876 000        | 11,23%  | [ 155 ] |
| 2       | 29 settembre 2010 | 1 018 000      | 14,82%  | [ 156 ] |
| 3       | 6 ottobre 2010    | 1 005 000      | 12,54%  | [ 157 ] |
| 4       | 13 ottobre 2010   | 943 000        | 12,96%  | [ 158 ] |
| 5       | 20 ottobre 2010   | 988 000        | 13,97%  | [ 159 ] |
| 6       | 27 ottobre 2010   | 712 000        | 9,93%   | [ 160 ] |
| 7       | 3 novembre 2010   | 1 154 000      | 9,39%   | [ 161 ] |
| 8       | 10 novembre 2010  | 1 132 000      | 11,16%  | [ 162 ] |
| 9       | 17 novembre 2010  | 733 000        | 10,62%  | [ 163 ] |
| 10      | 24 novembre 2010  | 736 000        | 10,73%  | [ 164 ] |
| Media   | Media             | 929 000        | 11,74%  |         |

### Nona edizione (Zelig Off, 2011)
- Presentatori: Teresa Mannino e Federico Basso
- Rete televisiva: Italia 1
- Luogo: Zelig, Milano
- Periodo: dal 30 ottobre al 25 dicembre 2011
- Puntate: 9
- Giorno di messa in onda: domenica
- Collocazione: seconda serata
- Sigla: Moves like Jagger dei Maroon 5, feat. Christina Aguilera

#### Ascolti
| Puntata | Messa in onda    | Ascolti        | Ascolti | Ascolti |
| Puntata | Messa in onda    | Telespettatori | Share   | Fonte   |
| ------- | ---------------- | -------------- | ------- | ------- |
| 1       | 30 ottobre 2011  | 1 632 000      | 7,65%   | [ 165 ] |
| 2       | 6 novembre 2011  | 1 759 000      | 7,72%   | [ 166 ] |
| 3       | 13 novembre 2011 | 1 744 000      | 8,30%   | [ 167 ] |
| 4       | 20 novembre 2011 | 1 465 000      | 6,79%   | [ 168 ] |
| 5       | 27 novembre 2011 | 1 756 000      | 8,17%   | [ 169 ] |
| 6       | 4 dicembre 2011  | 1 490 000      | 6,68%   | [ 170 ] |
| 7       | 11 dicembre 2011 | 1 673 000      | 7,46%   | [ 171 ] |
| 8       | 18 dicembre 2011 | 1 405 000      | 6,36%   | [ 172 ] |
| 9       | 25 dicembre 2011 | 1 977 000      | 9,39%   | [ 173 ] |
| Media   | Media            | 1 655 000      | 7,61%   |         |

### Decima edizione (Zelig Off, 2012)
- Presentatori: Katia Follesa e Davide Paniate
- Rete televisiva: Italia 1
- Luogo: Zelig, Milano
- Periodo: dal 17 settembre al 4 novembre 2012
- Puntate: 8
- Giorno di messa in onda: lunedì (solo per le prime tre puntate), mercoledì (solo per la quarta puntata) e domenica (dalla quinta all'ottava puntata)
- Collocazione: seconda serata
- Sigla: These Boots Are Made for Walkin' dei Planet Funk

#### Ascolti
| Puntata | Messa in onda     | Ascolti        | Ascolti | Ascolti |
| Puntata | Messa in onda     | Telespettatori | Share   | Fonte   |
| ------- | ----------------- | -------------- | ------- | ------- |
| 1       | 17 settembre 2012 | 1 048 000      | 12,04%  | [ 174 ] |
| 2       | 24 settembre 2012 | 995 000        | 10,44%  | [ 175 ] |
| 3       | 1º ottobre 2012   | 809 000        | 9,94%   | [ 176 ] |
| 4       | 10 ottobre 2012   | 872 000        | 10,33%  | [ 177 ] |
| 5       | 14 ottobre 2012   | 871 000        | 5,99%   | [ 178 ] |
| 6       | 21 ottobre 2012   | 846 000        | 6,36%   | [ 179 ] |
| 7       | 28 ottobre 2012   | 752 000        | 5,53%   | [ 180 ] |
| 8       | 4 novembre 2012   | 815 000        | 5,82%   | [ 181 ] |
| Media   | Media             | 876 000        | 8,31%   |         |

### Undicesima edizione (Zelig 1, 2013-2014)
- Presentatori: Katia Follesa, Davide Paniate ed Elisabetta Canalis
- Rete televisiva: Italia 1
- Luogo: Zelig, Milano
- Periodo: dal 18 dicembre 2013 al 27 gennaio 2014
- Puntate: 7
- Giorno da messa in onda: lunedì (prima puntata mercoledì 18 dicembre 2013)
- Collocazione: prima serata
- Sigla: All Night delle Icona Pop

#### Ascolti
| Puntata | Messa in onda    | Ascolti        | Ascolti | Ascolti |
| Puntata | Messa in onda    | Telespettatori | Share   | Fonte   |
| ------- | ---------------- | -------------- | ------- | ------- |
| 1       | 18 dicembre 2013 | 1 546 000      | 6,07%   | [ 182 ] |
| 2       | 23 dicembre 2013 | 1 631 000      | 6,33%   | [ 183 ] |
| 3       | 30 dicembre 2013 | 1 396 000      | 5,42%   | [ 184 ] |
| 4       | 6 gennaio 2014   | 1 255 000      | 4,68%   | [ 185 ] |
| 5       | 13 gennaio 2014  | 1 358 000      | 5,23%   | [ 186 ] |
| 6       | 20 gennaio 2014  | 1 502 000      | 5,60%   | [ 187 ] |
| 7       | 27 gennaio 2014  | 1 664 000      | 6,10%   | [ 188 ] |
| Media   | Media            | 1 478 000      | 5,63%   |         |

### Dodicesima edizione (Zelig Time, 2018)
- Presentatori: Federico Basso e Davide Paniate
- Rete televisiva: Zelig TV
- Luogo: Zelig, Milano
- Periodo: dal 26 febbraio al 9 luglio 2018
- Puntate: 20
- Giorno da messa in onda: lunedì
- Collocazione: prima serata

### Tredicesima edizione (Zelig Time, 2018-2019)
- Presentatori: Federico Basso e Davide Paniate
- Rete televisiva: Zelig TV
- Luogo: Zelig, Milano
- Periodo: dal 19 novembre 2018 al 17 giugno 2019
- Puntate: 26
- Giorno da messa in onda: lunedì
- Collocazione: prima serata

### Quattordicesima edizione (Zelig Time, 2019)
- Presentatori: Federico Basso e Davide Paniate
- Rete televisiva: Zelig TV
- Luogo: Zelig, Milano
- Periodo: dal 24 giugno al 26 agosto 2019
- Puntate: 10
- Giorno da messa in onda: lunedì
- Collocazione: prima serata

### Quindicesima edizione (Zelig Covid Edition, 2020)
- Presentatori: Claudio Bisio e Vanessa Incontrada
- Piattaforma: Natlive
- Luogo: Zelig, Milano
- Periodo: 30 maggio 2020[189]
- Puntate: 1
- Giorno da messa in onda: sabato
- Collocazione: dal day-time alla prima serata

### Sedicesima edizione (Zelig C-LAB, 2020)
- Presentatori: Federico Basso e Davide Paniate
- Rete televisiva: Comedy Central
- Luogo: Zelig, Milano
- Periodo: dal 19 ottobre al 4 novembre 2020
- Puntate: 10
- Giorno da messa in onda: lunedì, martedì e mercoledì
- Collocazione: prima serata

### Diciassettesima edizione (Zelig Lab, 2024)
- Presentatori: Davide Paniate
- Rete televisiva: Italia 1
- Luogo: Zelig, Milano
- Periodo: dal 31 maggio al 30 luglio 2024
- Puntate: 20
- Giorno di messa in onda: venerdì (solo per le prime quattro puntate), martedì (dalla quinta alla ventesima puntata)
- Collocazione: seconda serata
- Sigla: Demasiado Corazón di Willy DeVille

#### Ascolti
| Puntata | Messa in onda  | Ascolti        | Ascolti | Ascolti |
| Puntata | Messa in onda  | Telespettatori | Share   | Fonte   |
| ------- | -------------- | -------------- | ------- | ------- |
| 1       | 31 maggio 2024 | 442 000        | 4,20%   | [ 190 ] |
| 2       | 31 maggio 2024 | 326 000        | 4,10%   | [ 190 ] |
| 3       | 7 giugno 2024  | N.D.           | N.D.    | N.D.    |
| 4       | 7 giugno 2024  | N.D.           | N.D.    | N.D.    |
| 5       | 11 giugno 2024 | 326 000        | 9,40%   | [ 191 ] |
| 6       | 11 giugno 2024 | 210 000        | 8,10%   | [ 191 ] |
| 7       | 18 giugno 2024 | 320 000        | 10,00%  | [ 192 ] |
| 8       | 18 giugno 2024 | 230 000        | 8,90%   | [ 192 ] |
| 9       | 25 giugno 2024 | 423 000        | 11,20%  | [ 193 ] |
| 10      | 25 giugno 2024 | 254 000        | 9,30%   | [ 193 ] |
| 11      | 2 luglio 2024  | 271 000        | 8,30%   | [ 194 ] |
| 12      | 2 luglio 2024  | 271 000        | 8,30%   | [ 194 ] |
| 13      | 9 luglio 2024  | 259 000        | 6,80%   | [ 195 ] |
| 14      | 9 luglio 2024  | 259 000        | 6,80%   | [ 195 ] |
| 15      | 16 luglio 2024 | 331 000        | 8,70%   | [ 196 ] |
| 16      | 16 luglio 2024 | 291 000        | 10,00%  | [ 196 ] |
| 17      | 23 luglio 2024 | 263 000        | 7,70%   | [ 197 ] |
| 18      | 23 luglio 2024 | 166 000        | 6,60%   | [ 197 ] |
| 19      | 30 luglio 2024 | 308 000        | 9,50%   | [ 198 ] |
| 20      | 30 luglio 2024 | 202 000        | 8,30%   | [ 198 ] |
| Media   | Media          | 289 000        | 8,19%   |         |